# Nijō Tsunahira
Nijō Tsunahira (二条 綱平) (1672 - 1732), fils de Kujō Kaneharu et fils adopté de Nijō Mitsuhira, est un noble de cour japonais (kugyō) de la période Edo. Il exerce la fonction de régent kampaku pour l'empereur Nakamikado de 1722 à 1726. Il est marié à une fille de l'empereur Reigen qui donne naissance à Nijō Yoshitada.

## Source de la traduction
- (en) Cet article est partiellement ou en totalité issu de l’article de Wikipédia en anglais intitulé « Nijō Tsunahira » (voir la liste des auteurs).